# Amphoe Huai Thalaeng
Amphoe Huai Thalaeng (Thai: อำเภอ ห้วยแถลง) ist ein Landkreis (Amphoe – Verwaltungs-Distrikt) im Osten der Provinz Nakhon Ratchasima. Die Provinz Nakhon Ratchasima liegt in der Nordostregion von Thailand, dem so genannten Isan. 

## Geographie
Amphoe Huai Thalaeng grenzt an die folgenden Landkreise (von Westen im Uhrzeigersinn): an die Amphoe Chakkarat, Phimai und Chum Phuang in der Provinz Nakhon Ratchasima, sowie an die Amphoe Lam Plai Mat und Nong Hong der Provinz Buriram.

## Geschichte
Das Dorf Huai Thalaeng wurde ursprünglich vom Tambon Ngio (ตำบลงิ้ว) des Amphoe Phimai verwaltet. Im Jahr 1961 wurde es zum Tambon Huai Thalaeng und etwas später zum „Zweigkreis“ (King Amphoe) heraufgestuft. 1963 wurde der Kleinzirk zum Amphoe erhoben.

## Verwaltung

### Provinzverwaltung
Der Landkreis Huai Thalaeng ist in zehn Tambon („Unterbezirke“ oder „Gemeinden“) eingeteilt, die sich weiter in 120 Muban („Dörfer“) unterteilen.
| Nr. | Name             | Thai       | Muban | Einw.  |
| --- | ---------------- | ---------- | ----- | ------ |
| 1.  | Huai Thalaeng    | ห้วยแถลง    | 13    | 10.380 |
| 2.  | Thap Sawai       | ทับสวาย     | 08    | 04.320 |
| 3.  | Mueang Phlapphla | เมืองพลับพลา | 13    | 08.737 |
| 4.  | Lung Takhian     | หลุ่งตะเคียน  | 15    | 09.206 |
| 5.  | Hin Dat          | หินดาด      | 15    | 10.328 |
| 6.  | Ngio             | งิ้ว         | 14    | 08.654 |
| 7.  | Kong Rot         | กงรถ       | 09    | 04.433 |
| 8.  | Lung Pradu       | หลุ่งประดู่    | 15    | 10.379 |
| 9.  | Tako             | ตะโก       | 10    | 04.525 |
| 10. | Huai Khaen       | ห้วยแคน     | 08    | 04.286 |

### Lokalverwaltung
Es gibt drei Kommunen mit „Kleinstadt“-Status (Thesaban Tambon) im Landkreis:
- Kong Rot (Thai: เทศบาลตำบลกงรถ), bestehend aus dem gesamten Tambon Kong Rot.
- Huai Thalaeng (Thai: เทศบาลตำบลห้วยแถลง), bestehend aus Teilen der Tambon Huai Thalaeng und Thap Sawai.
- Hin Dat (Thai: เทศบาลตำบลหินดาด), bestehend aus Teilen des Tambon Hin Dat.

Außerdem gibt es sechs „Tambon-Verwaltungsorganisationen“ (องค์การบริหารส่วนตำบล – Tambon Administrative Organizations, TAO):
- Huai Thalaeng (Thai: องค์การบริหารส่วนตำบลห้วยแถลง)
- Thap Sawai (Thai: องค์การบริหารส่วนตำบลทับสวาย)
- Mueang Phlapphla (Thai: องค์การบริหารส่วนตำบลเมืองพลับพลา)
- Lung Takhian (Thai: องค์การบริหารส่วนตำบลหลุ่งตะเคียน)
- Hin Dat (Thai: องค์การบริหารส่วนตำบลหินดาด)
- Ngio (Thai: องค์การบริหารส่วนตำบลงิ้ว)
- Lung Pradu (Thai: องค์การบริหารส่วนตำบลหลุ่งประดู่)
- Tako (Thai: องค์การบริหารส่วนตำบลตะโก)
- Huai Khaen (Thai: องค์การบริหารส่วนตำบลห้วยแคน)